# Sounds of Summer: The Very Best of The Beach Boys
A Sounds Of Summer: The Very Best Of The Beach Boys a The Beach Boys egyik válogatásalbuma, amit 2003-ban adtak ki a Capitol Records gondozásában. Az lemez a Beach Boys egyik legátfogóbb válogatásalbuma, és majdnem az összes Top 40-es számot tartalmazza amit karrierjük során megjelentettek, kivéve az 1965-ös "The Little Girl I Once Knew" és az 1976-os "It's OK"-t. A lemez 104 hetet töltött a listákon, 16. helyet érte el az U.S.A.-ban (ez volt a legjobb helyezésük a 15 Big Ones óta) és aranylemez lett.
2004-ben a Capitol újra kiadta a lemezt egy DVD-vel kiegészítve. A lemez kétszeres multi-platinum minősítést kapott a RIAA-tól. 2006-ban a Beach Boys életben lévő tagjai összegyűltek a Capiol épületének tetején, hogy megünnepelhessék a Pet Sounds album 40 éves évfordulóját, valamint ennek a lemeznek a hatalmas kommerciális sikerét. Valamennyi tag dísztáblát kapott, Dennis és Carl nevében az egyetlen túlélő Wilson-testvér, Brian vette át a kitüntetést. Maga Wilson utalt arra, hogy az együttes tagjai, akik utoljára 1996 szeptemberében zenéltek együtt, esetleg újra összeállnak.

## Számlista
Minden dal Brian Wilson/Mike Love szerzemény, kivéve ahol jelölve van.
1. "California Girls" – 2:44
2. "I Get Around" – 2:13
3. "Surfin' Safari" – 2:05
4. "Surfin' U.S.A." (Brian Wilson/Chuck Berry) – 2:27
5. "Fun, Fun, Fun" – 2:18
6. "Surfer Girl" (Brian Wilson) – 2:27
7. "Don't Worry Baby" (Brian Wilson/Roger Christian) – 2:47
8. "Little Deuce Coupe" (Brian Wilson/Roger Christian) – 1:38
9. "Shut Down" (Brian Wilson/Roger Christian) – 1:48
10. "Help Me, Rhonda" – 2:46
11. "Be True To Your School" – 2:08
12. "When I Grow Up (To Be a Man)" – 2:02
13. "In My Room" (Brian Wilson/Gary Usher) – 2:12
14. "God Only Knows" (Brian Wilson/Tony Asher) – 2:51
15. "Sloop John B" (Tradicionális, Brian Wilson) – 2:57
16. "Wouldn't It Be Nice" (Brian Wilson/Tony Asher/Mike Love) – 2:31
17. "Getcha Back" (Mike Love/Terry Melcher) – 3:00
18. "Come Go with Me" (C.E. Quick) – 2:05
19. "Rock and Roll Music" (Chuck Berry) – 2:27
20. "Dance, Dance, Dance" (Brian Wilson/Carl Wilson/Mike Love) – 2:00
21. "Barbara Ann" (Fred Fassert) – 2:11
22. "Do You Wanna Dance?" (Bobby Freeman) – 2:18
23. "Heroes and Villains" (Brian Wilson/Van Dyke Parks) – 3:38
24. "Good Timin'" (Brian Wilson/Carl Wilson) – 2:12
25. "Kokomo" (John Phillips/Mike Love/Scott McKenzie/Terry Melcher)3:35
26. "Do It Again" – 2:18
27. "Wild Honey" – 2:37
28. "Darlin'"– 2:12
29. "I Can Hear Music" (Jeff Barry/Ellie Greenwich/Phil Spector) – 2:36
30. "Good Vibrations" – 3:36

A Sounds of Summer: The Very Best of The Beach Boys (Capitol 72435 82710 2) 104 hetet töltött a listán, és a 16. helyet érte el.

## Fordítás
- Ez a szócikk részben vagy egészben  a   Sounds of Summer: The Very Best of The Beach Boys című angol Wikipédia-szócikk fordításán alapul.  Az eredeti cikk szerkesztőit annak laptörténete sorolja fel. Ez a jelzés csupán a megfogalmazás eredetét és a szerzői jogokat jelzi, nem szolgál a cikkben szereplő információk forrásmegjelöléseként.